# Иловка (Белгородская область)
Иловка — село в Алексеевском районе Белгородской области, центр и единственный населённый пункт Иловского сельского поселения.

## География
Расположено в восточной части Белгородской области, в 8,47 км к северу от районного центра, города Алексеевки.
Улицы и переулки
- ул. Ватутина
- ул. Горького
- ул. Гагарина
- ул. Калинина
- ул. Карла Маркса
- ул. Кирова
- Кирова пер.
- ул. Красногвардейская
- Красногвардейский пер.
- 2-й Красногвардейский пер.
- ул. Крупской
- Крупской пер.
- ул. Ленина
- ул. Молодежная
- ул. Новая
- Новый пер.
- ул. Октябрьская
- Октябрьский пер.
- ул. Панина
- ул. Первомайская
- Первомайский пер.
- ул. Подлесная
- ул. Садовая
- ул. Свердлова
- ул. Урицкого
- ул. Чапаева

Многие улицы села имеют широкоупотребимые среди местного населения «народные» названия: Менджеровка (Менджера), Шлях, Бондарёвка, Роща, Посёлок, Ючовка, Ахремовка, Матня, Гулидовка, Драновка и т.д.

## История
Иловка известна по документам с 1697 года в составе Усердского уезда.
Основана потомками служивых людей (дети боярские, казаки) участвующих в устроении крепости Усерд и получивших эти поместные земли за свою службу.
Названа по Иловскому лесу. По преданию, Иловка была основана в 1640 году сбежавшим сюда из центральной России разбойником Ерохой Ястребовым. Это был огромный мужик, который голыми руками мог медведя задушить..
Название свое село получило по Иловскому (Ыловскому) лесу, примыкавшему к Куколову (Куколав) лесу, о котором упоминается в документах первой половины XVII века как о заповедном (непроходимом) массиве, служившем естественной преградой для крымских и ногайских набегов. Село располагалось на большом почтовом тракте от Бирюча до Острогожска и уже в 1859 году стало одним из многолюдных сел округа.
С 1779 года Иловка — центр Иловской волости Бирюченского уезда.
В 1884 году в Иловке построена каменная Покровская церковь. Колокольня была разрушена в 1930-е годы, к концу XX века восстановлена.
Упоминается в Памятной книжке Воронежской губернии за 1887 год как "село Иловское" Иловской волости Бирюченского уезда. Число жителей обоего пола — 3115, число дворов — 347.
В начале 1900-х годов в Иловке имелись кредитное товарищество, 1 паровая и 30 ветряных мельниц, торговые лавки, 13 пасек, две ярмарки в году. Первая школа построена в 1893 году, вторая — в 1908 году.
В 1930 году в Иловке создан колхоз «Красный пахарь», в  1950 году — «имени Чапаева», в 1965 году — крупный свиноводческий спецхоз, в состав которого вошли хозяйства сел Афанасьевки, Ильинки, Подсереднего.
Проектирование центра села в послевоенные годы проведена воронежским архитектором В. И. Кудряшенко.

## Инфраструктура
К концу XX века на базе спецхоза в Иловке был создан одноименный сельхозкооператив, существовали участковая больница, средняя школа, два детсада, пекарня, мельница, маслоцех, аптека, семь магазинов, дом культуры. Сейчас действует обновленная школа и детсад, магазины и кафе (в т ч сети Пятерочка), парикмахерская, амбулатория, дом культуры, завод семян сахарной свеклы.

## Население
В 1801 году Иловку населяло 1749 человек, в 1859 году — 2500 человек.
В начале 1900-х годов в Иловке учтено 3500 жителей.
К началу 1998 года в Иловке было 3442 жителя и 1311 хозяйств.
| 1859  | 1897  | 2002  | 2010  | 2012  | 2013  | 2014  |
| ----- | ----- | ----- | ----- | ----- | ----- | ----- |
| 2507  | ↗2739 | ↗3264 | ↘3077 | ↘3022 | ↗3029 | ↘2988 |
| 2015  | 2016  |       |       |       |       |       |
| ↘2947 | ↘2922 |       |       |       |       |       |

## Образование
В селе действует Муниципальное бюджетное общеобразовательное учреждение «Иловская средняя общеобразовательная школа им. Героя России В. Бурцева»
В селе действует Детская музыкальная школа.

## Религия
Иловка относится к Валуйско-Алексеевской епархии.
В селе действует храм Покрова Пресвятой Богородицы.

## Памятники и мемориалы
Братская могила советских воинов, погибших в боях с фашистскими захватчиками, где похоронен Герой Советского Союза лейтенант Панин Борис Владимирович.

## Известные люди
Панин, Борис Владимирович (1920 — 1943) — военный лётчик, гвардии лейтенант, Герой Советского Союза (1943, посмертно).
 Бурцев, Владимир Васильевич (1957 — 2000) — полковник милиции, Герой Российской Федерации (1997).